# Satanic Surfers
Satanic Surfers est un groupe de skate punk et hardcore mélodique suédois. Il sévit depuis le début des années 1990. 
Ils ont pour habitude de jouer une musique rapide, pleine de mélodies. En avril 2006, Magnus Blixtberg, le guitariste, arrivé depuis 1993, quitte le groupe faute de motivation. Le groupe se sépare en février 2007, mais se reconstitue en 2014.

## Biographie
Satanic Surfers est formé à la fin 1989 par le chanteur Erik Kronwall et le batteur Rodrigo Alfaro. Peu après, Frederik Jakobsen et Magnus Blixtberg se joignent à la guitare, et Tomek Sokolowski se joint à la basse. Le groupe ne publie rien avant 1993 à la sortie de l'album Skate to Hell, au label Bad Taste Records. Ulf Eriksson remplace Erik au chant pour l'album Keep Out (1994), publié au label Burning Heart Records. Après son départ du groupe, Alfaro se met au chant tout en conservant sa place à la batterie.
Après trois autres albums chez Burning Heart et plusieurs changements de formation, le groupe revient chez Bad Taste pour deux albums en 2000. Après la sortie de Unconsciously Confined en 2002, le groupe ajoute le bassiste Andy Dahlström et le batteur Robert Samsonovitz, puis publie son album Taste the Poison en 2005. Ils se séparent en 2007. Après avoir participé à l'Amnesia Rockfest en 2014, le groupe annonce un retour en festival d'été pour 2015. Ils joueront d'abord au Resurrection Fest espagnol.

## Membres

### Membres actuels
- Rodrigo Alfaro - batterie+chant
- Max Galax - guitare
- Magnus Blixtberg - guitare
- Andy Dahlström - basse

### Anciens membres
- Erik Kronwall - chant (1989-1994)
- Magnus Lövberg - guitare (1990-1992)
- Ulf Eriksson - chant (1994)
- Fredrik Jakobsen - guitare (1989-2007, 2014-2015)
- Tomek Sokołowski - basse (1989-1999)
- Mathias Blixtberg - basse (1999-2003)
- Martin Svensson - batterie (2001-2002)
- Robert Samsonovitz - batterie (2004-2007)

## Discographie
- 1993 : Skate to Hell
- 1994 : Keep Out!
- 1995 : Hero of Our Time
- 1997 : 666 Motor Inn
- 1999 : Songs from the Crypt
- 1999 : Going Nowhere Fast
- 2000 : Fragments and Fractions
- 2002 : Unconsciously Confined
- 2005 : Taste the Poison
- 2018 : Back from Hell